# Fußball-Ozeanienmeisterschaft der Frauen 1994
Die Fußball-Ozeanienmeisterschaft der Frauen 1994 (engl.: OFC Women's Nations Cup) war die fünfte Ausspielung einer ozeanischen Kontinentalmeisterschaft im Frauenfußball und fand in der Zeit vom 14. bis 20. Oktober 1994 in Port Moresby in Papua-Neuguinea statt. Neben Gastgeber Papua-Neuguinea nahmen mit Australien und Neuseeland wiederum nur drei Mannschaften am Turnier teil, das gleichzeitig als Qualifikation der Ozeanienzone für die Fußball-Weltmeisterschaft der Frauen 1995 galt. Gespielt wurde in einer doppelten Runde Jeder gegen Jeden.
Australien wurde Gruppenerster und Ozeanienmeister im Frauenfußball und qualifizierte sich damit als Vertreter Ozeaniens für die Fußball-Weltmeisterschaft der Frauen 1995 in Schweden.

## Das Turnier
| Pl. | Land            | Sp. | S | U | N | Tore    | Diff. | Punkte |
| --- | --------------- | --- | - | - | - | ------- | ----- | ------ |
| 1.  | Australien      | 4   | 3 | 0 | 1 | 013:200 | +11   | 09     |
| 2.  | Neuseeland      | 4   | 3 | 0 | 1 | 010:200 | +8    | 09     |
| 3.  | Papua-Neuguinea | 4   | 0 | 0 | 4 | 000:190 | −19   | 0      |

|                  |   |                 |     |
| 14. Oktober 1994 |   |                 |     |
| Neuseeland       | – | Australien      | 2:1 |
| 15. Oktober 1994 |   |                 |     |
| Neuseeland       | – | Papua-Neuguinea | 2:0 |
| 16. Oktober 1994 |   |                 |     |
| Australien       | – | Papua-Neuguinea | 7:0 |
| 18. Oktober 1994 |   |                 |     |
| Australien       | – | Neuseeland      | 1:0 |
| 19. Oktober 1994 |   |                 |     |
| Papua-Neuguinea  | – | Australien      | 0:4 |
| 20. Oktober 1994 |   |                 |     |
| Papua-Neuguinea  | – | Neuseeland      | 0:6 |